# Justin Gimelstob
Justin Gimelstob (26 de enero de 1977, Livingston, Nueva Jersey) es un exjugador de tenis estadounidense. 
Gimelstob acudió a la Academia Newark en Livingston, de la cual se graduó en el año 1995. Gimelstob ingresó al profesionalismo en 1996, luego de estar un año en UCLA y desde ese momento se estableció completamente en el tenis, convirtiéndose en un especialista en dobles, obteniendo 12 títulos. En 11 apariciones en el Abierto de Estados Unidos, ha jugado con 11 parejas distintas. 
Ganó en 1998 los títulos de dobles mixtos del Abierto de Australia y de Roland Garros, haciendo pareja con Venus Williams.
Gimelstob es bien conocido por sus opiniones en el blog de Sports Illustrated y como pareja de Corina Morariu.

## Finales de Grand Slam

### Campeón Dobles Mixto (2)
| Año  | Torneo               | Pareja         | Oponentes en la final     | Resultado |
| 1998 | Abierto de Australia | Venus Williams | Helena Suková Cyril Suk   | 6-2 6-1   |
| 1998 | Roland Garros        | Venus Williams | Serena Williams Luis Lobo | 6-4 6-4   |

## Títulos (13)

### Individuales (0)
| Leyenda                |
| Grand Slam (0)         |
| Tennis Masters Cup (0) |
| ATP Masters Series (0) |
| ATP Tour (0)           |

### Finalista en individuales (1)
- 2006: Newport (pierde ante Mark Philippoussis)

### Dobles (13)
| Leyenda                |
| Grand Slam (0)         |
| Tennis Masters Cup (0) |
| ATP Masters Series (0) |
| ATP Tour (13)          |

| N.º | Fecha                    | Torneo           | Superficie    | Pareja            | Oponentes en la final                      | Resultado         |
| --- | ------------------------ | ---------------- | ------------- | ----------------- | ------------------------------------------ | ----------------- |
| 1.  | 7 de julio de 1997       | Newport          | Césped        | Brett Steven      | Kent Kinnear Aleksandar Kitinov            | 6-3 6-4           |
| 2.  | 15 de junio de 1998      | Nottingham       | Césped        | Brian MacPhie     | Daniel Nestor Sébastien Lareau             | 7-5 6-7 6-4       |
| 3.  | 1 de marzo de 1999       | Scottsdale       | Dura          | Richey Reneberg   | Mark Knowles Sandon Stolle                 | 6-4 6-7(4) 6-3    |
| 4.  | 26 de abril de 1999      | Atlanta          | Tierra batida | Patrick Galbraith | Todd Woodbridge Mark Woodforde (Australia) | 5-7 7-6 6-3       |
| 5.  | 14 de junio de 1999      | Nottingham       | Césped        | Patrick Galbraith | Marius Barnard Brent Haygarth              | 5-7 7-5 6-3       |
| 6.  | 16 de agosto de 1999     | Washington D. C. | Dura          | Sébastien Lareau  | David Adams John-Laffnie de Jager          | 7-5 6-7(2) 6-3    |
| 7.  | 8 de noviembre de 1999   | Moscú            | Moqueta       | Daniel Vacek      | Andréi Medvédev Marat Safin                | 6-2 6-1           |
| 8.  | 14 de febrero de 2000    | Memphis          | Dura          | Sébastien Lareau  | Jim Grabb Richey Reneberg                  | 6-2 6-4           |
| 9.  | 11 de septiembre de 2000 | Taskent          | Dura          | Scott Humphries   | Marius Barnard Robbie Koenig               | 6-3 6-2           |
| 10. | 29 de septiembre de 2003 | Tokio            | Dura          | Nicolas Kiefer    | Scott Humphries Mark Merklein              | 6-7(6) 6-3 7-6(4) |
| 11. | 13 de septiembre de 2004 | Pekín            | Dura          | Graydon Oliver    | Alex Bogomolov Jr. Taylor Dent             | 4-6 6-4 7-6(6)    |
| 12. | 27 de septiembre de 2004 | Bangkok          | Dura          | Graydon Oliver    | Yves Allegro Roger Federer                 | 5-7 6-4 6-4       |
| 13. | 12 de septiembre de 2005 | Pekín            | Dura          | Nathan Healey     | Dmitri Tursúnov Mijaíl Yuzhny              | 4-6 6-3 6-2       |

### Finalista en dobles (5)
- 1997: Tokio (junto a Patrick Rafter, pierden ante Martin Damm y Daniel Vacek)
- 2000: Atlanta (junto a Mark Knowles, pierden ante Ellis Ferreira y Rick Leach)
- 2000: Orlando (junto a Sébastien Lareau, pierden ante Leander Paes y Jan Siemerink)
- 2002: Los Ángeles (junto a Michaël Llodra, pierden ante Sébastien Grosjean y Nicolas Kiefer)
- 2006: Newport (junto a Jeff Coetzee, pierden ante Robert Kendrick y Jürgen Melzer)